# Saint-Barnabé (Québec)
Pour les articles homonymes, voir Saint-Barnabé.
Saint-Barnabé, connu aussi sous le nom de Saint-Barnabé-Nord, est une municipalité de paroisse canadienne du Québec située dans la municipalité régionale de comté de Maskinongé et dans la région administrative de la Mauricie.

## Toponymie
Saint-Barnabé commémore l'apôtre Barnabé, mort lapidé à Chypre vers 60. La paroisse canonique est créée en 1832, détachée de Sainte-Anne-d'Yamachiche. Elle est régulièrement connue sous le nom de Saint-Barnabé-de-Gastineau, Gastineau provenant de la seigneurie Gastineau, concédée en 1672. Le bureau de poste est connu sous le nom de Saint-Barnabé-Nord, pour le distinguer de Saint-Barnabé-Sud dans Les Maskoutains.

## Histoire
Municipalité agricole, elle fut colonisée vers 1800. Son territoire correspondait au nord de la seigneurie de Gastineau.
L'érection canonique a eu lieu en 1832. Cependant, ce n'est qu'en 1855 que le premier conseil municipal a été formé, se détachant du conseil de Yamachiche.
- 1er juillet 1855: Constitution de la municipalité de paroisse de Saint-Barnabé lors du premier découpage municipal du Québec.

## Géographie
La rivière Yamachiche délimite le nord-est de la municipalité et la traverse du nord vers le sud où le Bras du Nord conflue avec elle.

## Démographie
| 1996  | 2001  | 2006  | 2011  | 2016  | 2021  |
| ----- | ----- | ----- | ----- | ----- | ----- |
| 1 284 | 1 243 | 1 207 | 1 179 | 1 196 | 1 186 |

## Administration
Les élections municipales se font en bloc pour le maire et les six conseillers.
| Saint-Barnabé Maires depuis 2002                                                                                     |                      |         |          |
| Élection | Maire                | Qualité | Résultat |
| 2002 | Germain Lacombe      |         | Voir     |
| 2005 | Michel Lemay         |         | Voir     |
| 2009 | René Bourassa        |         | Voir     |
| 2013 | Michel Lemay         |         | Voir     |
| 2017 | Michel Lemay         | Voir    |          |
| 2021 | Guillaume Laverdière |         | Voir     |
| Élection partielle en italique Depuis 2005, les élections sont simultanées dans toutes les municipalités québécoises |                      |         |          |

## Jumelage
Saint-Barnabé est jumelé avec la commune de Saint-Barnabé en France.

## Personnalités de St-Barnabé
- Steeve Diamond (né en 1969, humoriste, chanteur
- Marcel J. Mélançon (né en 1938), scientifique et philosophe québécois